# E=MC² (альбом Джорджо Мородера)
E=MC² — студийный альбом итальянского музыканта и продюсера Джорджо Мородера, выпущенный 27 августа 1979 года под лейблом Casablanca Records. Первый альбом, записанный в формате цифровой звукозаписи.

## Об альбоме
Диск был написан и спродюсирован Джорджо Мородером, Гарольдом Фальтермейером при помощи Кейта Форси, Юргена Копперса, Дж. Куперса, Р. Моргана, Стивена Смита и Лори Кеннер. Настройка оборудования и запись альбома заняли всего 7 недель. E=MC² был описан как первый альбом в жанре электронной музыки.
С альбома были выпущены синглами «Baby Blue», «If You Weren’t Afraid», «E=MC²» и «What a Night»; Песня «E=MC²» занимала четвёртое место в чарте Dance Music/Club Play Singles. Сингл «If You Weren’t Afraid» был издан в СССР в 1982 году.

## Список композиций
| №  | Название                | Автор(ы)                             | Длительность |
| -- | ----------------------- | ------------------------------------ | ------------ |
| 1. | «Baby Blue»             | Кейт Форси, Джорджо Мородер          | 4:54         |
| 2. | «What a Night»          | Гарольд Фальтермейер, Форси, Мородер | 4:54         |
| 3. | «If You Weren’t Afraid» | Крис Беннетт, Мородер                | 5:40         |
| 4. | «I Wanna Rock You»      | Фальтермейер, Форси, Мородер         | 6:32         |
| 5. | «In My Wildest Dreams»  | Беннетт, Мородер                     | 4:37         |
| 6. | «E=MC²»                 | Пит Беллотт, Фальтермейер, Мородер   | 4:32         |

| №  | Название                      | Автор(ы)         | Длительность |
| -- | ----------------------------- | ---------------- | ------------ |
| 7. | «Love’s in You, Love’s in Me» | Беллотт, Мородер | 3:35         |
| 8. | «Evolution»                   | Мородер          | 15:15        |

## Дополнительные факты
- Песня «E=MC²» была использована хип-хоп-продюсером J Dilla в качестве семпла для одноимённой композиции.[8]
- Песни «E=MC²» и «I Wanna Rock You» были использованы в игре Grand Theft Auto: Liberty City Stories на радиостанции «Flashback FM».[9]